# Elsa Marpeau
Elsa Marpeau (Ancenis, Francia, 10 de agosto de 1975) es una novelista y guionista francesa. En su faceta de novelista se dedica a escribir novela negra y policiaca.

## Biografía
Creció en Nantes y a los 18 años se trasladó a París e ingresó en la Escuela normal superior de la calle Ulm, donde estudió arte dramático. Durante cinco años enseñó las artes del espectáculo en la Universidad de París X Nanterre, a la vez que inició su carrera como escritora con Recherche de sang, por el que obtuvo el premio Carrefour du Savoir en 2003. En 2004 obtuvo el doctorado en letras modernas y artes del espectáculo, con una tesis sobre el teatro del siglo xvii.
Ha vivido en Singapur, etapa que ha utilizado para realizar su relato en forma de autobiografía ficticia "l'Expatriée" (La expatriada), por el cual ha conseguido los premios Pluma de Cristal (2013) y Premio Transfuga (2015).

## Obras

### Novelas
- Marpeau, Elsa (2003). Recherche au sang (en francés). Le Félin. ISBN 2866454863. Consultado el 20 de marzo de 2017.[Tnov 1] Novela sobre la búsqueda de las piezas de caza.[4]
Premio "Carrefour savoirs du premier roman" 2003 (Premio a la primera novela de un autor).
- Marpeau, Elsa (2010). Les yeux des morts (en francés). Éditions Gallimard. ISBN 2070128385. Consultado el 20 de marzo de 2017.[Tnov 2] Serie negra.[5]
Premio de "Roman noir BibliObs/Nouvel Obs 2011" (Premio a la novela negra)[2]
Premio "Sang d'Encre des Lycéens" 2011.
- Marpeau, Elsa (2012). Black Blocs (en francés). Éditions Gallimard. ISBN 2070135675. Consultado el 20 de marzo de 2017.[Tnov 3] Serie negra.[6]
- Marpeau, Elsa (2013). L'Expatriée (en francés). Éditions Gallimard. ISBN 2070139646. Consultado el 20 de marzo de 2017.[Tnov 4] Serie negra.[7]
Premio "Plume de Cristal" 2013 (Premio Pluma de Cristal).
Premio "Transfuge" 2015 (Premio Tránsfuga).[8]
- Marpeau, Elsa. Et ils oublieront la colère (en francés). Éditions Gallimard. Consultado el 20 de marzo de 2017.[Tnov 5] Serie negra.[9]

| Se refleja a continuación la traducción libre de los títulos para aquellas novelas no publicadas en castellano.1. 2. 3. 4. 5. |

### Ensayos
- Marpeau, Elsa (2006). Des crocodiles dans les égouts, et autres légendes urbaines (en francés). J'ai Lu. ISBN 978-2-290-35215-1. Archivado desde el original el 30 de marzo de 2017. Consultado el 21 de marzo de 2017.[Totros 1] Colección Librio.[10]

- Marpeau, Elsa (2013). [Petit éloge des brunes (en francés). Éditions Gallimard. ISBN 978-2-07-045208-8. Consultado el 21 de marzo de 2017.[Totros 2] Colección Folio 2€.[11]

### Otras obras
- Marpeau, Elsa (2003). "Le Tartuffe", Molière : livre du professeur (en francés). Hatier. Consultado el 21 de marzo de 2017.[Totros 3] Colección Classiques & Cie. Libro de texto para instituto.
- Sofocles.  2005, ed. Antígona (en francés). Librio. Consultado el 21 de marzo de 2017.[Totros 4] Traducido por J. Bousquet y M. Vacquelin. Prefacio del libro.
- Los Diaboliques de Jules Barbey de Aurevilly, Marc Robert y Elsa Marpeau (2005).
- Apolinaire, Guillaume (2006). Les onze mille verges ou Les amours d'un hospodar (en francés). Librio. Consultado el 21 de marzo de 2017. Prefacio del libro Las once mil vergas de Guillaume Apollinaire.
- Marpeau, Elsa (2006). Carpe diem [Texte imprimé] : l'art du bonheur selon les poètes de la Renaissance (en francés). J'ai Lu. ISBN 978-2-290-35482-7. Consultado el 21 de marzo de 2017.[Totros 5] Antología poética presentada por Marpeau.
- Beth, Acelle; Marpeau, Elsa (2011). Figures de style (en francés). Librio. ISBN 978-2-290-03021-9. Consultado el 21 de marzo de 2017.[Totros 6] Un pequeño diccionario de figuras literarias.

| Se refleja a continuación la traducción libre de los títulos de los ensayos y otras publicaciones no publicadas en castellano.1. 2. 3. 4. 5. 6. |

## Trabajos para cine y TV
Desde 2008 la escritora se encuentra muy implicada en el mundo del cine, dentro del cual ha realizado guiones y adaptaciones de diálogos para numerosas series y telefilmes:

### Telefilmes
Ha participado como guionista en los siguientes telefilmes:
- 2011: Mystère au Moulin Rouge dirigido por Stéphane Kappes.
- 2013: Indiscrétions dirigido por Josée Dayan.
- 2015: J'ai épousé un inconnu dirigido por Serge Meynard.
- 2015: Mystère à l'Opéra dirigido por Léa Fazer.
- 2015: Mystère à la Tour Eiffel dirigido por Léa Fazer.
- 2017: Imposture dirigido por Nicolas Cuche.

### Series TV
Algunos capítulos de las series:
- 2008   : Disparitions, retour aux sources de  Nicolas Durand-Zouky.
- 2008-09: Seconde chance de  Nathalie Abdelnour, Elsa Marpeau y Mathieu Missoffe.
- 2008-09: Section de recherches de  Steven Bawol, Dominique Lancelot y Yann Le Nivet.
- 2010   : Les bleus: premiers pas dans la police de  Stéphane Giusti, Alain Robillard y Alain Tasma.
- 2013   : Odysseus de Stéphane Giusti, episodio  La démocratie contre les barbares.
- 2014   : Caïn de  Bertrand Arthuys y Alexis Le Sec.
- 2014   : Candice Renoir de Solen Roy-Pagenault, Robin Barataud y Brigitte Peskine.
- 2014   : Deux flics sur les docks de  Graham Hurley.
- 2015-16: Le secret d'Élise de Alexandre Laurent.
- 2015   : Mongeville de Jacques Santamaria.
- 2015-16: Capitaine Marleau de Elsa Marpeau.

## Premios y distinciones
- 2003 : Premio Carrefour du Savoir a la primera novela de un autor.[3]
- 2011 : Premio Bibliobs/Nouvel Obs y Premio Sang d'Encre des Lycéens.[3]
- 2013 : Premio de novela policiaca de Plume de cristal en el Festival Internacional del film policíaco de Lieja.[3]
- 2016 : Premio Transfuge 2015 a la mejor novela pociaca en el Festival Polar en Poche de Saint-Maur.[13][3]